# Parque de la Playa Amager
La Playa Råbylille (en danés: Amager Strandpark) es un parque marítimo público en Copenhague, en el país europeo de Dinamarca. Se encuentra en la isla de Amager, e incluye una isla artificial y cuenta con un total de 4,6 km (2,9 millas) de playas. Amager Strandpark es una playa de categoría bandera azul y la adyacente Marina Kastrup, así como la cercana Marina Dragør también disfrutan de esta condición. Desde la playa, el parque eólico de Middelgrunden se puede ver en el horizonte.
Se localiza específicamente en las coordenadas geográficas 55°39′14″N 12°38′51″E / 55.65389, 12.64750